# Köln Hauptbahnhof
Köln Hauptbahnhof ("Køln hovedbanegård"; forkortet Köln Hbf; forkortet KK i DS 100, Abkürzungen der Betriebsstellen) er hovedbanegården for byen Köln og med 318 tusinde daglige rejsende den femtestørste banegård i Tyskland efter Hamburg, München, Frankfurt og Berlin.

## Historie og byggeriet
Banegården blev fra 1857 bygget og åbnet i 1859 som Centralbahnhof. Den var en kombineret hoved- og gennemgangsspor banegård, hvor nogle spor endte i banegården, mens andre førte i begge retninger. Banegården stødte snart på kapacitetsgrænser, og en nybygning blev besluttet i 1883. Den ny banegård blev tegnet efter St Pancras i London og blev taget i brug i 1894. En efterfølgende ombygning imellem 1909 og 1915 opnåede at alle spor blev gennemgangsspor.
Under anden Verdenskrig blev banegården stærkt ødelagt. Med undtagelse af ventesalen er den nuværende banegårdsbygning komplet nyanlagt og blev taget i brug i 1957.

## Trafik
Stationen betjenes af både U-Bahn, S-Bahn, InterCityExpress, InterCity og EuroCity samt særlige nattog fra ÖBB.